# Двудольные
Двудо́льные (устар. варианты: двусемядольные, двусемянодольные) (лат. Dicotylédones), или Магнолиопси́ды (лат. Magnoliópsida), — класс покрытосеменных растений, у которых зародыш семени имеет две боковые супротивные семядоли. Многие представители класса — важные в хозяйственном отношении культуры. 

## Морфологические особенности

Строение семени двудольных:
a — оболочка, b — эндосперм, c — семядоли (часть зародыша), d — зародыш

Двудольные характеризуются наличием у зародыша двух боковых супротивных семядолей (отсюда название). У двудольных, в отличие от однодольных, проводящие пучки на поперечном срезе стебля (ствола) располагаются кольцеобразно, а между древесиной (ксилемой) и лубом (флоэмой) находится особая образовательная ткань — камбий, обеспечивающая вторичное утолщение; листья, как правило, с сетчатым жилкованием: число частей цветка (чашелистиков, тычинок и плодолистиков) обычно кратно 4 или 5. То есть, цветок 4- или 5-членный. Корешок зародыша чаще всего превращается в главный корень, способный к долголетнему существованию; листовая пластинка часто расчленена, края её выемчатые или зубчатые. Среди двудольных встречаются представители с нетипичными признаками, а иногда с отдельными признаками, более характерными для однодольных.

## Двудольные как группа цветковых растений
Двудольные отличаются разнообразием вегетативных и репродуктивных органов, что сильно затрудняет выяснение истинных родственных отношений между порядками и семействами. Предки двудольных, а также время и место их возникновения пока ещё не ясны. Наиболее распространена гипотеза, согласно которой т. н. многоплодниковые (порядки магнолиецветных, лютикоцветных и др.) — наиболее древняя исходная группа в эволюции покрытосеменных.

## Значение для человека
Двудольные занимают важнейшее место в хозяйственной деятельности человека. К ним относятся пищевые и кормовые растения (картофель, гречиха, соя, свёкла и др.); плодовые и ягодные культуры (виноград, яблоня, клубника и др.); масличные культуры (подсолнечник, арахис, тунг и др.); почти все виды деревьев (дуб, берёза, липа и др.); чай, кофе, какао, многие пряности (корица, паприка и др.) и сотни важнейших лекарственных растений (ромашка, шалфей, липа и др.); важнейшие волокнистые растения (хлопчатник, лён, конопля и др.); растения, дающие каучук, камеди и смолы, многие дубильные и красильные вещества; эфиромасличные и декоративные растения (роза, сирень, хризантема и др.).

## Классификация

### Традиционные системы классификации

#### Системы Кронквиста и Тахтаджяна
В системах Тахтаджяна и Кронквиста название используется для группы, известной как двудольные.

##### В системе Тахтаджяна
В системе Тахтаджяна Магнолиопсиды имеют следующий состав:
- класс Магнолиопсиды [= Двудольные]
подкласс Магнолиды
подкласс Нимфеиды
подкласс Нелюмбониды
подкласс Ранункулиды
подкласс Кариофиллиды
подкласс Гамамелидиды
подкласс Дилленииды
подкласс Розиды
подкласс Корниды
подкласс Астериды
подкласс Ламииды

##### В системе Кронквиста
В системе Кронквиста Магнолиопсиды имеют следующий состав (версия 1981 года):
- класс Магнолиопсиды [= Двудольные]
подкласс Магнолиды
подкласс Hamamelidae
подкласс Кариофиллиды
подкласс Дилленииды
подкласс Розиды
подкласс Астериды

#### Системы Дальгрена и Торна
Система Дальгрена и система Торна используют название Магнолиопсиды как синоним класса покрытосеменных цветковых растений. Одно время система Кронквиста была очень популярна, было опубликовано много версий этой системы. В некоторых из них название Магнолиопсиды (в ранге класса) тоже относится к классу покрытосеменных цветковых растений.
- класс Магнолиопсиды [= Покрытосеменные]
подкласс Магнолииды [= Двудольные]
подкласс Лилииды [= Однодольные]

#### Система Ривила
В системе Ривила название Магнолиопсиды используется для группы примитивных двудольных, что соответствует примерно половине растений в Магнолидах:
- класс 1. Магнолиопсиды
надпорядок 1. Magnolianae
надпорядок 2. Lauranae

### Системы APG
В системах классификации цветковых растений, разработанных «Группой филогении покрытосеменных» (Angiosperm Phylogeny Group, APG), — APG I (1998), APG II (2003), APG III (2009) — не используются таксоны, имеющие ранг выше порядка. Роды, семейства и порядки, входящие в эти системы, объединены в неформальные группы (клады), для которых авторы не стали устанавливать формальные научные (латинские) названия, объясняя это тем, что такие группы являются в достаточной степени условными; названия этих групп даны в указанных системах только на английском языке. Двудольным растениям в этих системах соответствует не традиционный класс Magnoliopsida (Dicotyledones), а совокупность монофилетической группы эвдикоты (eudicots) и остатков от различных базальных групп — иногда эти остатки объединяют в парафилетическую группу палеодикоты (palaeodicots).

#### APG II
Ниже приведены таксоны системы классификации APG II, соответствующие традиционному классу двудольных (семейства в составе порядков приведены частично):
- Семейство Амборелловые (Amborellaceae)
- Семейство Хлорантовые (Chloranthaceae)
- Семейство Кувшинковые (Nymphaeaceae) [+ семейство Кабомбовые (Cabombaceae)]
- Порядок Австробэйлиецветные (Austrobaileyales)
- Порядок Роголистникоцветные (Ceratophyllales)

##### Магнолиды
- Порядок Канеллоцветные (Canellales)
- Порядок Лавроцветные (Laurales)
  - Семейство Лавровые (Lauraceae)
- Порядок Магнолиецветные (Magnoliales)
- Порядок Перечноцветные (Piperales)

##### Эвдикоты
- Семейство Самшитовые (Buxaceae)
- Семейство Сабиевые (Sabiaceae)
- Семейство Троходендровые (Trochodendraceae)
- Порядок Лютикоцветные (Ranunculales)
- Порядок Протеецветные (Proteales)

###### Базальные эвдикоты
- Семейство Экстоксиковые (Aextoxicaceae)
- Семейство Berberidopsidaceae
- Семейство Диллениевые (Dilleniaceae)
- Порядок Гвоздичноцветные (Caryophyllales)
  - Семейство Аизовые (Aizoaceae)
  - Семейство Амарантовые (Amaranthaceae)
  - Семейство Никтагиновые (Nyctaginaceae)
  - Семейство Портулаковые (Portulacaceae)
- Порядок Гуннероцветные (Gunnerales)
- Порядок Санталоцветные (Santalales)
- Порядок Камнеломкоцветные (Saxifragales)
  - Семейство Толстянковые (Crassulaceae)

###### Розиды
- Семейство Aphloiaceae
- Семейство Гейссоломовые (Geissolomataceae)
- Семейство Ixerbaceae
- Семейство Picramniaceae
- Семейство Виноградные (Vitaceae)
- Порядок Кроссосомоцветные (Crossosomatales)
- Порядок Гераниецветные (Geraniales)
- Порядок Миртоцветные (Myrtales)
  - Семейство Миртовые (Myrtaceae)

Эурозиды I
- Семейство Гуаковые (Huaceae)
- Порядок Бересклетоцветные (Celastrales)
- Порядок Тыквоцветные (Cucurbitales)
  - Семейство Бегониевые (Begoniaceae) — бегония
  - Семейство Тыквенные (Cucurbitaceae) — арбуз, огурец, тыква
- Порядок Бобовоцветные (Fabales)
  - Семейство Бобовые (Fabaceae) — горох, соя, клевер
- Порядок Букоцветные (Fagales)
  - Семейство Берёзовые (Betulaceae) — берёза, ольха, граб
  - Семейство Казуариновые (Casuarinaceae)
  - Семейство Буковые (Fagaceae) — бук, дуб
  - Семейство Ореховые (Juglandaceae)
  - Семейство Восковницевые (Myricaceae)
  - Семейство Нотофаговые (Nothofagus)
  - Семейство Роиптелейные (Rhoipteleaceae)
  - Семейство Ticodendraceae
- Порядок Мальпигиецветные (Malpighiales)
  - Семейство Ивовые (Salicaceae) — осина
  - Семейство Подостемовые (Podostemaceae)
- Порядок Кисличноцветные (Oxalidales)
- Порядок Розоцветные (Rosales)
  - Семейство Коноплёвые (Cannabaceae) — конопля
  - Семейство Лоховые (Elaeagnaceae) — лох
  - Семейство Розовые (Rosaceae) — малина, абрикос, миндаль
  - Семейство Тутовые (Moraceae) — фикус, хлебное дерево, инжир
- Порядок Парнолистникоцветные (Zygophyllales)

Эурозиды II
- Семейство Tapisciaceae
- Порядок Капустоцветные (Brassicales)
  - Семейство Капустные (Brassicaceae) — капуста, хрен, икотник
- Порядок Мальвоцветные (Malvales)
  - Семейство Волчниковые (Thymelaeaceae)
- Порядок Сапиндоцветные (Sapindales)
  - Семейство Сапиндовые (Sapindaceae)
  - Семейство Рутовые (Rutaceae) — цитрус

###### Астериды
- Порядок Кизилоцветные (Cornales)
- Порядок Верескоцветные (Ericales)
  - Семейство Вересковые (Ericaceae) — черника, клюква, брусника
  - Семейство Первоцветные (Primulaceae)

Эвастериды I
- Семейство Бурачниковые (Boraginaceae)
- Семейство Икациновые (Icacinaceae)
- Семейство Онкотековые (Oncothecaceae)
- Семейство Vahliaceae
- Порядок Гарриецветные (Garryales)
- Порядок Горечавкоцветные (Gentianales)
- Порядок Ясноткоцветные (Lamiales)
  - Семейство Маслиновые (Oleaceae) — ясень
  - Семейство Яснотковые (Lamiaceae) — базилик, мята
- Порядок Паслёноцветные (Solanales)
  - Семейство Паслёновые (Solanaceae) — картофель, белена, табак

Эвастериды II
- Семейство Бруниевые (Bruniaceae)
- Семейство Колумеллиевые (Columelliaceae)
- Семейство Eremosynaceae
- Семейство Эскаллониевые (Escalloniaceae)
- Семейство Паракрифиевые (Paracryphiaceae)
- Семейство Polyosmaceae
- Семейство Sphenostemonaceae
- Семейство Tribelaceae
- Порядок Зонтикоцветные (Apiales)
  - Семейство Зонтичные (Apiaceae) — морковь, тмин, укроп
  - Семейство Аралиевые (Araliaceae) — женьшень
- Порядок Падубоцветные (Aquifoliales)
- Порядок Астроцветные (Asterales)
  - Семейство Астровые (Asteraceae) — календула, подсолнечник, василёк
  - Семейство Колокольчиковые (Campanulaceae)
- Порядок Ворсянкоцветные (Dipsacales)
  - Семейство Жимолостные (Caprifoliaceae)

#### APG III
Ниже приведены таксоны системы классификации APG III, соответствующие традиционному классу двудольных (семейства приведены только те, которые не входят в состав каких-либо порядков):
- Amborellales
- Nymphaeales
- Austrobaileyales
- Chloranthales

##### Magnoliids
- Canellales
- Piperales
- Laurales
- Magnoliales

##### Возможно,сестринская группапо отношению кэвдикотам
- Ceratophyllales

##### Eudicots
- Ranunculales
- Sabiaceae
- Proteales
- Trochodendrales
- Buxales

###### core Eudicots
- Gunnerales
- Dilleniaceae
- Saxifragales

###### Rosids
- Vitales

Eurosids I (Fabids)
- Zygophyllales
- Celastrales
- Oxalidales
- Malpighiales
- Cucurbitales
- Fabales
- Fagales
- Rosales

Eurosids II (malvids)
- Geraniales
- Myrtales
- Crossosomatales
- Picramniales
- Huerteales
- Brassicales
- Malvales
- Sapindales
- Berberidopsidales
- Santalales
- Caryophyllales

###### Asterids
- Cornales
- Ericales

Asterids I (lamiids)
- Boraginaceae (включая Hoplestigmataceae)
- Vahliaceae
- Icacinaceae
- Metteniusaceae
- Oncothecaceae
- Garryales
- Gentianales
- Lamiales
- Solanales

Asterids II (campanulids)
- Aquifoliales
- Asterales
- Escalloniales
- Bruniales
- Paracryphiales
- Dipsacales
- Apiales